# Meragisa darida
Meragisa darida är en fjärilsart som beskrevs av Paul Dognin 1904. Meragisa darida ingår i släktet Meragisa och familjen tandspinnare. Inga underarter finns listade i Catalogue of Life.